# Gauche unitaire européenne (1989-1993)
Le Groupe de la Gauche unitaire européenne (GUE) était un groupe politique de gauche au Parlement européen de 1989 à 1993.

## Histoire
La Gauche unitaire européenne fut fondée le 25 juillet 1989, à la suite des élections européennes de 1989.
Ce groupe regroupait les députés européens du Parti socialiste populaire danois, du Parti communiste italien, de la Gauche unie espagnole (dont le Parti communiste espagnol faisait partie) et du Synaspismós grec. Il fut plus tard rejoint par l'eurodéputé irlandais de la Gauche démocratique irlandaise. Le groupe éclata en janvier 1993 : la majorité des membres de l'ex-Parti communiste italien, dissous en 1991 au profit du Parti démocrate de la gauche post-communiste, quittèrent la GUE pour rejoindre le PSE. Les autres députés de l'ex-GUE, ne pouvant plus constituer un groupe parlementaire, rejoignirent les Non-inscrits.
Après les élections européennes de 1994, les deux groupes communistes du Parlement européen se regroupèrent au sein d'un nouveau groupe, gardant le nom « Gauche unitaire européenne », puis « Gauche unitaire européenne/Gauche verte nordique » à partir de 1995 et l'adhésion de la Suède et de la Finlande.

## Composition
| Pays     | Parti                                                       | Députés 1989-1993 |
| Italie   | Parti communiste italien, puis Parti démocrate de la gauche | 22                |
| Danemark | Parti socialiste populaire                                  | 1                 |
| Grèce    | Synaspismós                                                 | 1                 |
| Espagne  | Gauche unie                                                 | 1                 |

## Président du groupe
- Luigi Alberto Colajanni (PCI puis PDS) : (1989-1993)